# Mannlicher M1888
Dentro das armas de fogo militares de 8 mm, o Mannlicher M1888, foi um fuzil de ação por ferrolho usado por vários exércitos de 1888 a 1945. Derivado dos modelos M1885 e M1886, foi o terceiro fuzil de Ferdinand Mannlicher que utilizou o "clipe em bloco".
Foi sucedido pelo Mannlicher M1895 como o fuzil de serviço padrão do Exército Austro-Húngaro. O M95 usa um ferrolho rotativo mais seguro, em contraste com o ferrolho travado em cunha do M88.

## História

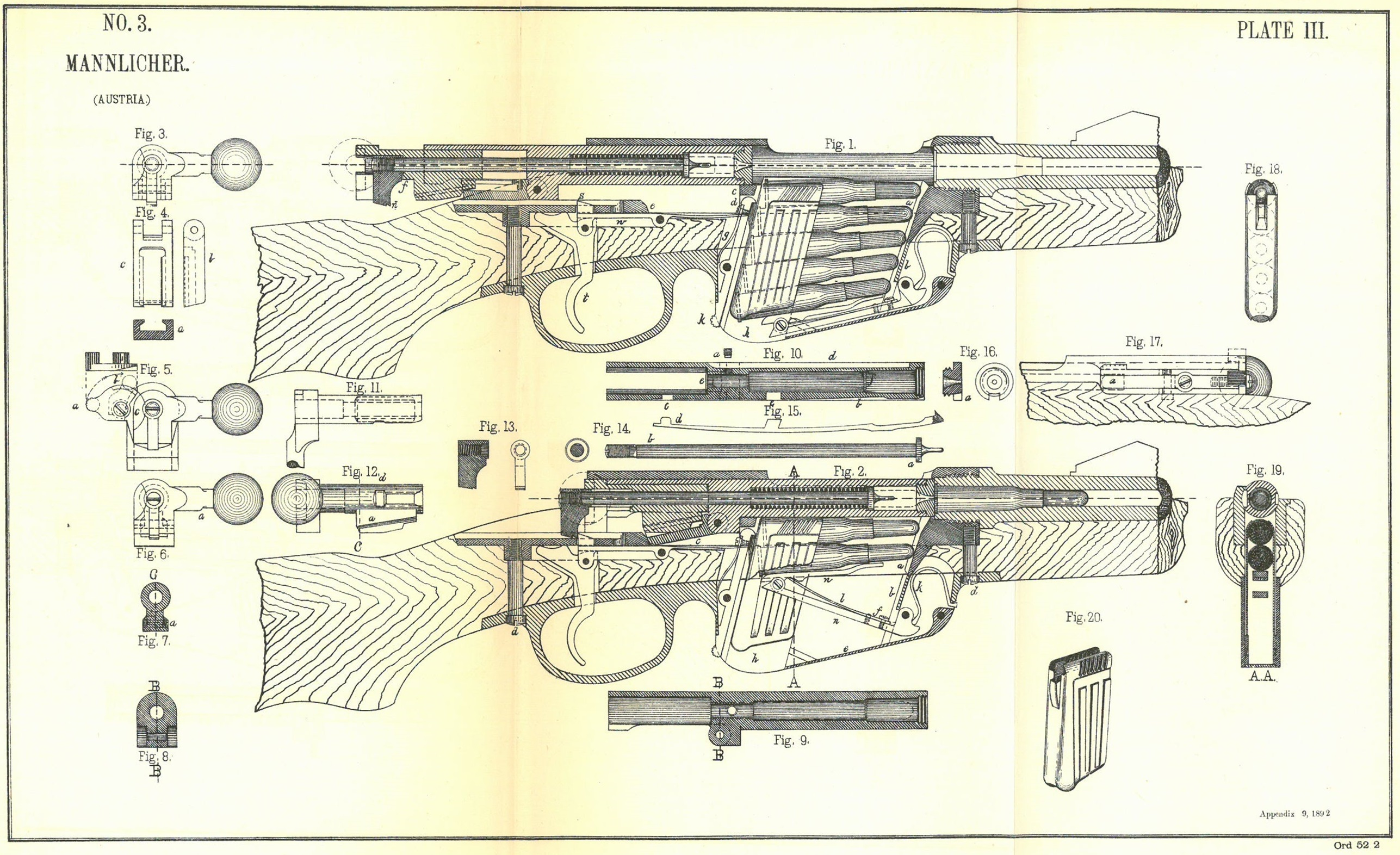
Mecanismo do Mannlicher M1888.

O M1888 foi um descendente direto e imediato do Mannlicher M1886 austríaco. Este fuzil também era de repetição, de carregador de cofre, de ação por ferrolho e de tração direta. Já no início da produção do M1886, a necessidade e a desejabilidade de um fuzil de pequeno calibre eram evidentes. Este fuzil é virtualmente idêntico ao seu antecessor, mas para a câmara de um cartucho de 8 mm recém-projetado, carregado originalmente com pólvora negra e denominado 8×52mmR.

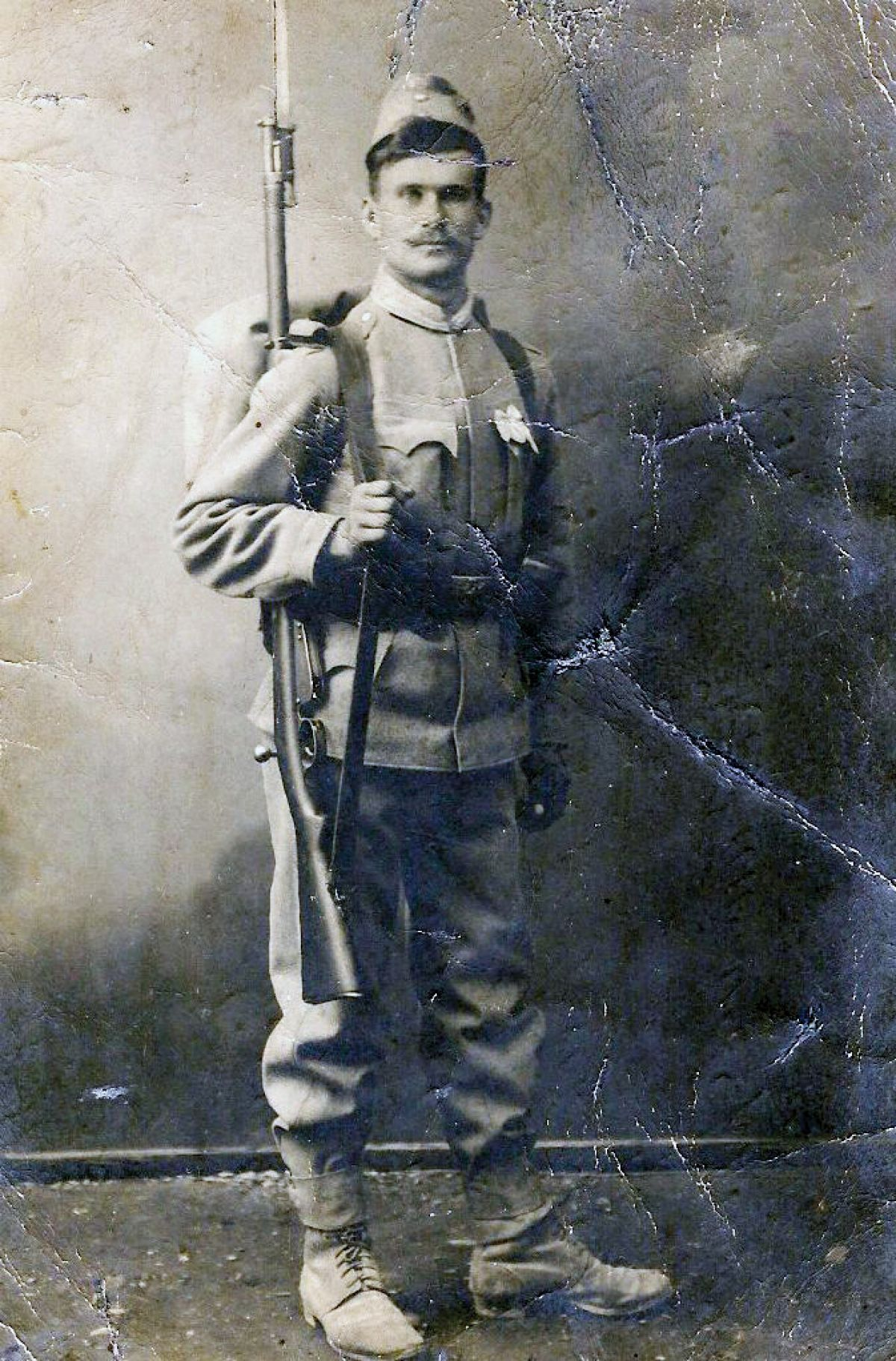
Um soldado esloveno do Exército Comum austro-húngaro posando com seu fuzil de serviço M1888 com baioneta fixada.

### M1888-90
Pouco tempo depois, o cartucho M88 foi convertido para pólvora semifumada. O novo cartucho foi designado 8mm M.1890 scharfe Patrone e suas dimensões eram 8×50mmR. As miras dos fuzis Mannlicher 8mm de pólvora negra existentes foram convertidas para acomodar munição semifumada pelo arranjo funcional de parafusos de montagem de placas laterais regraduadas nas partes externas das paredes de alça de mira existentes. Os fuzis convertidos foram denominados M.88–90.

### M1890
Quando em 1890 a pólvora sem fumaça se tornou disponível, a fabricação de fuzis com uma câmara mais longa e, portanto, mais forte, e miras modificadas começou. Embora o cartucho M.93 8×50mmR preenchido com pólvora sem fumaça possa ser usado neste fuzil, a pressão gerada a 40.000 psi (275,8 MPa) é marginal, pois o sistema de ferrolho travado em cunha que este fuzil usa foi originalmente projetado para ser disparado com pólvora negra menos potente com a munição 11×58mmR.

### Kuaili 1888 Kiangnan 7,62x55
A China também usou esse fuzil extensivamente durante a dinastia Qing e a era republicana. A China comprou os fuzis Mannlicher 88 pela primeira vez antes da Primeira Guerra Sino-Japonesa em 1894–1895 e depois disso começou a produção da cópia não licenciada Kuaili 1888 Kiangnan.

## Operadores
- Áustria-Hungria
- Primeira República Austríaca
- Bôeres[13]
- Reino da Bulgária[14]
- Dinastia Qing[15]
- Brasil: Ambos os lados durante a Revolução Federalista.[16]
- República da China (1912–1949)[17]
- Chile[18]
- Tchecoslováquia
- Partido Alemão dos Sudetas
- Equador[19]
- Império Etíope: Alguns M88/90s foram cortados para o comprimento de uma carabina. Eles são funcionalmente idênticos aos M88/90s padrão.[5][20]
- Alemanha Nazista: Usado pela Volkssturm.[21]
- Reino da Grécia: Capturados da Bulgária durante a Segunda Guerra Balcânica e no final da Primeira Guerra Mundial.[4][8]
- Haganá
- Reino da Hungria (1920-1946)
- Índia[5][22]
- Reino da Itália[5][1][23]
- Império Cajar
- Filipinas
- Segunda República Polonesa
- Reino da Romênia: Antes da Segunda Guerra Balcânica, a Romênia comprou cerca de 60.000 Mannlicher M.90 e M.95.[24] Durante a Primeira Guerra Mundial, vários Mannlichers M.88-90 e M.90 foram capturados das forças búlgaras e austro-húngaras. Outros foram fornecidos como reparações após a guerra. Eles ainda estavam em uso durante a Segunda Guerra Mundial.[25]
- Império Russo
- República Socialista Federativa Soviética da Rússia
- Reino da Sérvia[26]
- Reino de Rattanakosin: De acordo com os registros de vendas da Steyr, 15.000 fuzis M1888 foram fornecidos ao Sião, a maioria na década de 1890. Alguns podem ter sido itens usados, vendidos de estoques militares austríacos.[27][28]
- Espanha
- Segunda República Espanhola[29][30]
- Reino Unido: Capturados na Etiópia, usados por tropas africanas ou indianas em tarefas de guarnição/guarda na Abissínia no período de 1941-42, e depois acabaram (junto com todo o resto do equipamento capturado) na Índia, os fuzis (M95s e Carcanos) e metralhadoras mais modernos, indo para o treinamento de linha de frente (Frente da Birmânia) e o resto (como o M88) para unidades de treinamento direto e serviço de guarda nos confins da Índia.[5][31]
- Reino da Iugoslávia